# Capsus
Capsus (łac. Diocesis Capsensis) – stolica historycznej diecezji w Cesarstwie rzymskim w prowincji Numidia zlikwidowana w VII w. podczas ekspansji islamskiej. Współcześnie miasto Guigba w północnej Algierii. Obecnie katolickie biskupstwo tytularne. 

## Biskupi tytularni
| Lp. | Biskup              | Funkcja                                               | Od               | Do                |
| --- | ------------------- | ----------------------------------------------------- | ---------------- | ----------------- |
| 1   | Daniel Sheehan      | biskup pomocniczy Omaha (USA)                         | 4 stycznia 1964  | 11 czerwca 1969   |
| 2   | Emile Njeru         | biskup pomocniczy Eldoret (Kenia)                     | 22 maja 1969     | 5 września 1970   |
| 3   | Laurent Yapi        | biskup pomocniczy Abidżanu (Wybrzeże Kości Słoniowej) | 21 września 1970 | 12 stycznia 1979  |
| 4   | Bernard Popp        | biskup pomocniczy San Antonio (USA)                   | 3 czerwca 1983   | 27 czerwca 2014   |
| 5   | Daniel Elias Garcia | biskup pomocniczy Austin (USA)                        | 21 stycznia 2015 | 27 listopada 2018 |
| 6   | William Muhm        | biskup pomocniczy ordynariatu polowego USA            | 22 stycznia 2019 |                   |